# Şağlazüzə
Şağlazüzə è un comune dell'Azerbaigian situato nel distretto di Astara.